# 親屬
親屬（英語：kinship），又稱親人、家人或家屬，是指一些生物個體之間在遺傳、文化或歷史上的一種關係。在人類學，親屬體系同時包括藉由繼嗣與婚姻而彼此有所關聯的人們，而在生物學親屬指遺傳上的相關性。
人類透過婚姻而建立的親屬關係一般稱為「姻親」，以對比於「血親」（也稱為「血緣關係」），即使說這兩種親屬關係，在彼此具有共同繼嗣關係而發生婚姻關係的人們當中，可能會交疊。家庭關係的社會文化系譜關係，並不限於人類，也可追溯到天神（參閱神話、宗教）、在該地區或自然現象之中的動物（如起源故事）。
雖然各文化對親屬有不同的定義，親屬關係是人類社會的普世文化通則之一，用來將個體納入社會團體、角色、類別和系譜當中。家庭關係可被具體表示（例如母親、弟弟、爺爺），或依據關係程度而抽象表示。某一種關係可能具有親屬緊密性（例如，父親之於孩子），或反映一種絕對事物（例如，介於母親和沒有孩子的女人之間的地位差異）。關係程度並不完全等同於繼承權或法律繼承。許多倫理守則如孝道、亂倫都是基於親屬關係，在親屬之間建立比跟陌生人之間更大的義務。

## 親屬研究的歷史

親屬系統比較：(左排，由上而下依序為) 夏威夷型、蘇丹型、愛斯基摩型， (右排，由上而下依序為) 伊羅奎型、克魯型與歐馬哈型系統

人類學親屬研究的創始者之一是路易斯·亨利·摩爾根，他在1871年寫成《血親和姻親制度》（Systems of Consanguinity and Affinity of the Human Family）一書。一個社會的成員都使用親屬稱謂，但並不盡然具有血緣關係，這個事實已是顯而易見的，因此摩爾根在其「親屬系統」的概念當中，使用「姻親」這個詞彙。摩爾根最深遠的貢獻，在於他發現並區分「描述制」和「類分制」親屬關係之間的差異，這項發現將廣義的親屬類別建基於抽象的社會關係模式之上，這些社會關係跟遺傳親近性之間的關連極少甚至沒有，但確實反映了人們關於親屬、社會區別的認知，因為它們影響了親屬稱謂的語言用法，並強烈關聯到婚姻的模式，儘管只是藉由近似的稱謂。摩爾根在這本書中，找出幾種主要的親屬關係系統模式，如下：
- 伊羅奎型（英语：Iroquois kinship）親屬關係（也稱「二分合併」）
- 克魯型（二分合併的延伸，姑（父之姊妹）之兒女稱謂與姑同輩）
- 歐馬哈型（二分合併的延伸，舅（母之兄弟）之兒女稱謂與舅同輩）
- 德拉威型（英语：Dravidian kinship）（典型的類分制親屬關係，具有二分合併，但又完全不同於伊羅奎）。多數澳大利亞原住民親屬關係也是類分制。
- 愛斯基摩型（英语：Eskimo kinship）（也稱為「直系親屬關係」）
- 夏威夷型（英语：Hawaiian kinship）（也稱為「行輩型系統」）
- 蘇丹型（也稱為「描述型系統」）。摩爾根將華人親屬稱謂歸類於這一型，詳見漢語親屬系統。

### 「親屬系統」如同有系統的模式

依照日本法律將親屬以關係密切程度分成不同等級

「親屬系統」(“system of kinship”)這個概念在20世紀初的人類學親屬研究佔主導地位。人類學民族誌文本所界定的親屬系統，是由行為模式和態度所構成的，這些模式與態度關連到親屬稱謂的各種變異型態，正如前一節所列的各個類型，用來指稱某些關係，也用來稱呼其他人。許多人類學家走得太過火，以至於看到在這些親屬模式當中，在親屬稱謂和婚姻模式之間具有強大的關聯性，這裡指的婚姻模式包括婚姻形式、對婚姻所加諸的限制，以及文化對於亂倫界線的概念。有大量的推論必然涉及關於「親屬系統」的建構，並試圖依據這些基礎，建構有系統的模式，重建親屬關係的演化史，但這大都在往後的作品中被證實無效。然而，一位多產的人類學家德懷特瑞德（Dwight Read），後來主張，各個研究者界定親屬範疇的方式，根本就是不一致的。這發生在學者依據一套有系統的文化模型來從事工作，這個模型可能從田野調查所產生，但也容許在細節上有著相當程度的個體差異，例如當這些變異是透過相關產品而被記錄下來。例如，英語的字彙「uncle」除了意指「父母的兄弟」之外，也帶有其他的涵義，這是依據寫作者的想法而定。

### 二十世紀中期相互衝突的理論[5]
為了解決先前學者有關親屬「系統」的含糊不清的推斷，莫達克在1949年的《社會結構》（Social Structure）匯集了親屬資料，以測試一套關於人類親屬普同性的理論：親屬稱謂受到在具有成對性質的親屬之間的行為相似性或社會差異所影響，他繼續提出，心理上對於親屬系統的排序，是從自我和核心家庭向外輻射擴散，到各種不同形式的擴展家庭。另一方面，李維史陀在1949年出版的《親屬的基本結構》（Les Structures Elementaires），也試圖尋找一種全球模式來探究親屬，但他將親屬的聯姻理論視為隱含在家庭藉由各種基本形式的婚姻而相互連結，這類似於社會交換理論的模式：對稱和直接的、相互延遲、或一般的交換。

### 親屬網絡與社會過程[6]
對於親屬研究的一個更彈性的觀點，是由英國社會人類學所提出。學者試圖擺脫有關親屬的普同化假設和理論，在他們所做出的各項努力當中，阿弗烈·芮克里夫-布朗在他1922年的《安達曼島人》（The Andaman Islanders）以及1930年的《澳大利亞部落社會組織》（The social organization of Australian tribes）首先提出，最好將親屬關係視為個人之間具體的關係網絡。然後，他描述這些關係，然而，以相互連鎖的人際角色為其典型。布朗尼斯勞·馬凌諾斯基在1922年的《西太平洋的航海者》描述的事件模式，由具體的個人做為參與者，強調制度與社群的相對穩定，但並未堅持主張親屬的抽象系統或模型。葛拉克曼（Gluckman）在1955年《北羅德西亞巴羅澤人的司法過程》（The judicial process among the Barotse of Northern Rhodesia）在學者對制度的穩定性以及變遷與衝突的過程之間，取得一個平衡，透過對社會互動事例的詳細分析，來推論規則和假設。約翰·巴恩斯與维克多·特纳，以及其他歸屬於葛拉克曼的曼徹斯特人類學派，敘述在社群以及城市或遷徙背景下的流動情境當中的實際網絡關係，連同克萊德·米切爾（J. Clyde Mitchell）在1965年的作品《城市情境中的社會網絡）。然而，所有這些方法堅持一種穩定的結構功能論觀點，親屬是居於核心地位的穩定制度之一。

## 汉语親屬稱謂
漢語的親屬，是指因婚姻或血缘与和人类个体结成的社会关系，父母、兄弟姊妹等親屬又稱親人或家人，其他則稱為親戚。闡述親屬關係的記錄最早見於先秦典籍《爾雅》第四章的《釋親》。中國古代唐朝學者孔穎達對親戚的註解為“親指族內，戚言族外”，所謂族內是指父系同宗者，以男性為中心，包括宗族內的男性和他們的配偶，但不包括已出嫁女性和她們的配偶。現代則多分為血親、姻親及配偶。

## 參閱
- 親屬主義（英语：Kinist）
- 親屬稱謂
- 家庭
- 系譜學
- 教父母
- 繼承
- 養育親屬（英语：Nurture kinship）
- 擬親屬關係
- 氏族
- 朝代
- 部落
- 族群
- 遺傳
- 達爾文學派人類學（英语：Darwinian anthropology）
- 親屬選擇
- 親屬分析
- 血親
- 嫁娶勞役（英语：Bride service）
- 聘禮
- 人際關係
- 澳洲原住民親屬制度
- 漢語親屬系統
- 塞爾維亞-克羅埃西亞親屬（英语：Serbo-Croatian kinship）
- 灰姑娘效應
- 阿薩姆親屬（英语：Assamese kinship）
- 愛爾蘭親屬（英语：Irish Kinship）

## 引用文獻
1. ↑  On Kinship and Gods in Ancient Egypt: An Interview with Marcelo Campagno （页面存档备份，存于） Damqatum 2 (2007)
2. ↑  Houseman and White & 1998a (Bibliography)
3. ↑  Read 2001
4. ↑  Wallace and Atkins 1960
5. ↑  White and Johansen, 2005, Chapter 4.  (Bibliography)
6. ↑  White and Johansen, 2005, Chapters 3 and 4 (Bibliography)